# Troels Kløve
Troels Kløve Hallstrøm (født 23. oktober 1990) er en dansk fodboldspiller (midtbane) der fra 2018 spiller for OB.
Han skiftede til Superliga-klubben SønderjyskE i sommeren 2015 på en 3-årig kontrakt. Han har tidligere været tilknyttet AC Horsens, siden han var seks år gammel og har spillet for klubbens forskellige ungdomshold. Den 3. april 2011 fik han sin Superliga-debut i et 0-0 opgør på hjemmebane mod FC Nordsjælland.